# Anisakis
Genre
Anisakis est un genre de nématodes parasites, qui au cours de leur vie passent par des poissons et des mammifères marins. Ils peuvent infecter les êtres humains et provoquent l'anisakiase. La consommation de poisson cru infecté par Anisakis spp. peut provoquer une réaction allergique chez les personnes préalablement sensibilisées par un autre contact, dont l’organisme produit donc des immunoglobulines E (IgE) spécifiques, avec parfois (comme toute réaction allergique) un choc anaphylactique .

## Étymologie
Le genre Anisakis a été créé en 1845 par Félix Dujardin comme sous-genre du genre Ascaris Linné, 1758. Dujardin n'a pas explicitement détaillé l'étymologie, mais a écrit que le sous-genre comprend les espèces dont les mâles ont des spicules inégaux (Dujardin, page 220); ainsi le nom Anisakis est basé sur anis- (préfixe grec pour différent) et akis (grec pour épine ou spicule). Deux espèces ont été incluses dans le nouveau sous-genre, Ascaris (Anisakis) distans Rudolphi, 1809 et Ascaris (Anisakis) simplex Rudolphi, 1809.

## Cycle biologique

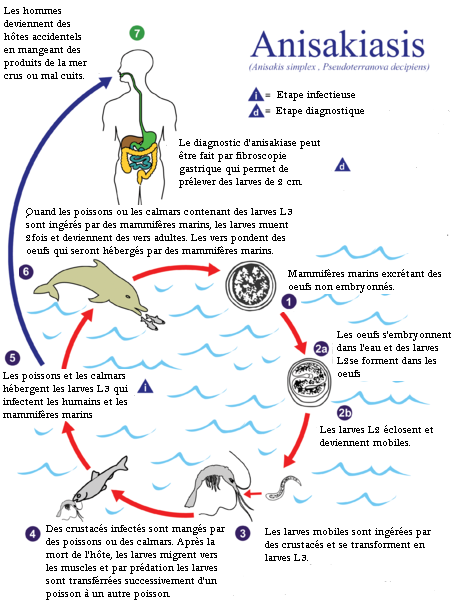
Cycle biologique complexe du ver Anisakis.

Anisakis spp. a un cycle de vie complexe qui le fait passer par un certain nombre d’hôtes au cours de sa vie. Les œufs éclosent dans l'eau de mer et les larves sont mangées par des crustacés pélagiques, généralement des Euphausiidae qui constituent le premier hôte intermédiaire. Le crustacé infecté est mangé à son tour par un deuxième hôte intermédiaire, poisson ou céphalopode, tels le calmar ou la seiche. Le nématode creuse dans la paroi de l’intestin et s’enkyste à l’intérieur d’une enveloppe protectrice, d'habitude sur la face extérieure des organes viscéraux, mais de temps en temps dans le muscle ou sous la peau. Le cycle parasitaire s’achève quand un poisson infecté est mangé par son hôte définitif qui est un mammifère marin, soit un cétacé comme une baleine ou un dauphin soit un pinnipède comme le phoque, ou encore un oiseau de mer. Le nématode s’exkyste dans l'intestin (c'est-à-dire sort de son kyste), se nourrit, grandit, s’accouple, et les œufs sortent dans l'eau de mer dans les fèces de l’hôte. Comme le tube digestif d'un mammifère marin est fonctionnellement très semblable à celui d'un être humain, Anisakis spp. est capable d'infecter les personnes qui mangent le poisson cru ou insuffisamment cuit, provoquant l'anisakiase. Grâce à l'apparition des techniques génétiques modernes dans l'identification et la classification scientifique des espèces au cours des vingt dernières années, le genre s’est révélé présenter une grande biodiversité. On a découvert que chaque espèce d'hôte final abrite sa propre espèce d’Anisakis spp., biochimiquement et génétiquement identifiable, à reproduction endogame. Plusieurs espèces d’Anisakis morphologiquement semblables peuvent ainsi constituer un complexe d'espèces cryptiques. Cette découverte a permis d’utiliser la proportion d'espèces cryptiques différentes dans un poisson comme indicateur de l'identité d’une population dans les stocks de poisson.

## Morphologie

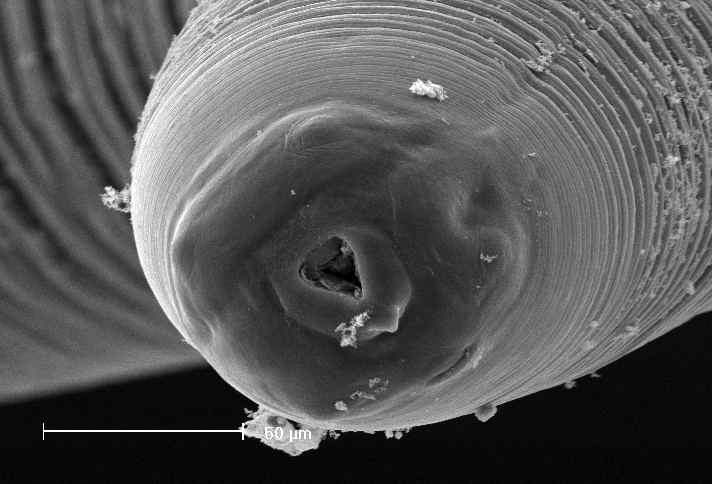
Une vue au microscope électronique à balayage des pièces buccales d’Anisakis

Les anisakidés partagent les particularités communes à tous les nématodes : plan du corps vermiforme, section transversale de forme arrondie et absence de segmentation. La cavité corporelle se réduit à un pseudocoelome étroit. La bouche est placée en avant et entourée de sortes de tentacules qui servent à l’alimentation et aux sensations tactiles, l’anus est légèrement excentré par rapport à la partie arrière. L’épiderme sécrète une cuticule qui protège le corps des sucs digestifs.
Comme dans le cas de tous les parasites qui ont un cycle de vie complexe impliquant le passage dans plusieurs hôtes, quelques détails de la morphologie varient en fonction de l’hôte et l’étape du cycle de vie. Dans le stade qui infecte le poisson, Anisakis présente une forme enroulée caractéristique qui évoque un ressort de montre. Déroulé il atteint environ 2 cm. Dans l’hôte final, il est plus long, plus épais et plus robuste, en fonction de l’environnement plus dangereux qu’il trouve dans le tube digestif d’un mammifère.

## Implications sanitaires
Deux risques induits par les anisakidés existent pour la santé humaine :
1. l'infestation (parasitose dite anisakiase) après ingestion de poissons mal préparés ; 
Les signes cliniques varient selon le lieu où les larves s'installent (elles sont infectante pour l'homme à leur troisième stade [L3] de développement), mais le symptôme le plus courant est une inflammation gastrique. La pseudoterranovose est la maladie induite par des membres du genre Pseudoterranova. Ces deux genres d'anisakidés induisent des parasidoses de plus en plus souvent signalées chez l'Homme dans le monde[3], et on signale de plus en plus d'infections gastro-intestinales accompagnées de réactions allergiques causées par Anisakis simplex et Anisakis pegreffii.
2. une éventuelle réaction allergique (anaphylaxie parfois) à des molécules libérées par les vers (morts ou vifs) dans la chair du poisson[4],[5],[6]. La Tropomyosine (une protéine commune, et présente dans la chair de l'ascaris et de l'anisakis) a été soupçonnée puis disculpée[7]. Cette allergie pourrait avoir été sous-estimée[8]; 
L'Anisakis est le parasite qui en 2019 présente le plus grand nombre d'allergènes enregistrés auprès de l'IUIS (International Union of Immunological Societies)[3].

Beaucoup de patients sont asymptomatiques mais présentent un taux élevés d’IgE dirigées contre A. simplex. L'allergie à l'Anisakis est souvent cachée par des réactions croisées avec d’autres allergènes et le diagnostic est encore plus difficile chez l’enfant qui présentent souvent des allergies croisées avec des allergènes produits par d'autres parasites. « Les tests cutanés positifs pour A. simplex correspondent habituellement aux patients ayant des tests positifs pour les autres allergènes » ce qui complique le diagnostic. L’antigène sécrétoire/excrétoire est le plus spécifique pour identifier les patients parasités.
Le poisson n'est peut être pas alors la seule source d'allergène provenant de ce genre de parasite, car ces nématodes utilisent le zooplancton marin et différents crustacés comme hôtes intermédiaires ou paraténiques.
Une veille sanitaire est organisée, avec par exemple en France des études faites sur le poisson débarqué dans le port de Boulogne-sur-Mer (premier port français en termes de tonnage de poissons traité)
Pour éviter tout risque, sont recommandées 20 min de cuisson à plus de 60 °C, ou la congélation au-dessous de −20 °C durant 24 h ; tous les Anisakidés sont alors tués.
Une enquête rétrospective, réalisée au cours des années 2010-2014 auprès des laboratoires de parasitologie des hôpitaux universitaires de France a montré que 37 cas d’anisakidose ont été répertorés sur cette période : 7 cas certains avec présence du ver, 12 cas possibles se caractérisant par des douleurs abdominales après consommation de poisson cru et la présence de précipitines anti-Anisakis et 18 cas allergiques définis comme des manifestations aiguës après consommation de poisson associées à des IgE spécifiques anti-Anisakis. Par rapport aux enquêtes précédentes en France, cette étude a montré une diminution des cas cliniques d’anisakidose mais a mis en relief le potentiel allergique émergent des anisakidés.

## Liste des espèces
Cette liste ne présente que les espèces européennes.
- Anisakis pegreffii Campana-Rouget & Biocca 1955
- Anisakis physeteris Baylis 1923
- Anisakis simplex (Rudolphi 1809) - Ver de hareng